# Liste des visites pastorales du pape Léon XIV hors d'Italie
Au cours de son pontificat, le pape Léon XIV, élu le 8 mai 2025, effectue ou prévoit des visites pastorales hors d'Italie, poursuivant la tradition des voyages apostoliques inaugurée par ses prédécesseurs, notamment Paul VI, Jean-Paul II, Benoît XVI et François. Ces voyages ont pour objectif de renforcer les liens avec les communautés catholiques à travers le monde, de promouvoir le dialogue interreligieux et de répondre aux défis pastoraux et sociaux contemporains. Cette page recense les visites pastorales confirmées ou envisagées hors d'Italie par le pape Léon XIV.

## Contexte
Le pape Léon XIV, de son nom séculier Robert Francis Prevost, est le premier pape américain et membre de l'Ordre de Saint-Augustin. Fort de son expérience missionnaire au Pérou et de ses responsabilités au Dicastère pour les évêques, ses voyages pastoraux devraient mettre l'accent sur la synodalité, la justice sociale et le dialogue avec les périphéries, dans la continuité du pontificat de son prédécesseur, le pape François.

## Voyages futurs

### Turquie (2025)
À l'occasion des 1700 ans du premier concile de Nicée qui s'est tenu du 20 mai au 25 juillet 325, le pape a indiqué souhaité se rendre en Turquie pour commémorer cet évènement avec le patriarche Bartholomée Ier.

### Corée du Sud (2027)
À l'occasion des Journées mondiales de la jeunesse prévues en 2027 à Séoul, le pape Léon XIV pourrait effectuer une visite pastorale en Corée du Sud. Ce voyage suivrait la tradition des papes assistant à cet événement international, comme Jean-Paul II en 1995 à Manille, Benoît XVI en 2005 à Cologne et François en 2013 à Rio de Janeiro. Le pape pourrait être accueilli par les autorités sud-coréennes et rencontrer les jeunes catholiques d'Asie, dans la lignée de la visite de François en 2014 pour la sixième Journée des jeunes d'Asie. Des rencontres œcuméniques et des appels à la paix dans la péninsule coréenne pourraient également marquer ce voyage.

### Autres visites envisagées
- États-Unis : Le 19 mai 2025, le vice-président américain J. D. Vance a remis au pape Léon XIV une lettre du président Donald Trump et de la Première dame Melania Trump, l'invitant à visiter la Maison-Blanche. Le pape, né à Chicago, a répondu « à un moment donné » lors de la rencontre au Vatican, laissant entendre une possible visite aux États-Unis dans le futur. Cette invitation, remise en présence du secrétaire d'État Marco Rubio, s'inscrit dans une volonté de renforcer les relations entre le Saint-Siège et les États-Unis, après des tensions sous le pontificat de François concernant les politiques migratoires de l'administration Trump[2].